# Lyndsy Fonseca
Lyndsy Marie Fonseca (* 7. ledna 1987, Oakland, Kalifornie, Spojené státy americké) je americká herečka. Kariéru nastartovala v seriálu Mladí a neklidní. Dále si zahrála v seriálech Jak jsem poznal vaši matku, Zoufalé manželky, Nikita a Agent Carter.

## Životopis
Z poloviny je portugalského původu. Narodila se v Oaklandu ve státě Kalifornie a vyrůstala v městech Alameda a Moraga. Ve svých třinácti letech ji v polovině školního roku objevil manažer a agent a okamžitě se přestěhovala do Los Angeles, kde začala natáčet svůj první seriál. Následující rok získala svou průlomovou roli Colleen Carlton v seriálu Mladí a neklidní a získala smlouvu na tři roky. Po ukončení smlouvy získala mnoho rolí v televizních seriálech, filmech, dvou pilotních dílech a objevila se v nezávislém filmu.

## Kariéra
V roce 2001 začala hrát v seriálu televizní stanice CBS, Mladí a neklidní. Vedlejší role také dostala v seriálech Jak jsem poznal vaši matku, kde si zahrála budoucí dceru Teda Mosbyho a v seriálu Velká láska, kde si zahrála Donnu. V roce 2005 si zahrála v televizním filmu Obyčejné zázraky roli šestnáctileté delikventky, která bude žít se soudcem (Jaclyn Smith).
Na podzim roku 2007 ztvárnila roli Dawn ve filmu Remember The Daze. Připojila se k obsazení seriálu Zoufalé manželky jako dcera Katherine Mayfair (Dana Delany), postava, která se stěhuje do Wisteria Lane. Také se objevila v epizodě seriálu Switched!.
V roce 2008 byla společně s obsazením seriálu Zoufalé manželky nominovaná na Screen Actors Guild Awards v kategorii nejlepší obsazení komediálního seriálu.
V roce 2010 si zahrála si roli Katie Deauxma ve filmu Kick-Ass, kde také hrál její kolega ze seriálu Nikita, Xander Berkeley. Ve stejném roce se objevila v dalších třech amerických filmech včetně filmu To byl zítra flám. Od roku 2010 do roku 2013 hrála v seriálu stanice CW Nikita roli Alex.
Umístila na 62. místě v žebříčku 100 nejpřitažlivějších lidí časopisu Maxim z roku 2010. V roce 2011 se ve stejném žebříčku umístila na 89. místě.

## Osobní život
V dubnu 2009 se provdala za Matthewa Smileyho. Dvojice se rozešla v červenci roku 2013 a Fonseca zažádala o rozvod v roce 2013.
V únoru 2016 bylo oznámeno její zasnoubení s hercem Noahem Beanem, se kterým se seznámila na natáčení seriálu Nikita. Dvojice se vzala dne 2. října 2016 v Connecticutu. V únoru 2018 se jim narodila dcera Greta.

## Filmografie

### Film
| Rok  | Název              | Role             | Poznámky            |
| ---- | ------------------ | ---------------- | ------------------- |
| 2006 | Dark Mind          | Jenny            |                     |
| 2007 | Remember the Daze  | Dawn             |                     |
| 2010 | Kick-Ass           | Katie Deauxma    |                     |
| 2010 | To byl zítra flám  | Jenny Steadmeyer |                     |
| 2010 | The Ward           | Iris             |                     |
| 2011 | Fort McCoy         | Anna Gerkey      |                     |
| 2013 | Kick-Ass 2         | Katie Deauxma    |                     |
| 2015 | Moments of Clarity | Danielle         |                     |
| 2015 | The Escort         | Natalie          |                     |
| 2015 | HOSS               | Samantha Burke   | krátkometrážní film |
| 2016 | Moments of Clarity | Danielle         |                     |
| 2017 | Curvature          | Helen            |                     |

### Televize
| Rok        | Název                            | Role              | Poznámky                                                                               |
| ---------- | -------------------------------- | ----------------- | -------------------------------------------------------------------------------------- |
| 2001–2005  | Mladí a neklidní                 | Colleen Carlton   | hlavní role, 84 dílů                                                                   |
| 2003       | Bostonská střední                | Jenn Cardell      | 4 díly                                                                                 |
| 2004       | Malcolm v nesnázích              | Olivia            | díl: „Lois' Sister“                                                                    |
| 2004       | Policie New York                 | Madison Bernstein | díl: „Colonel Knowledge“                                                               |
| 2004       | Switched!                        | Sama sebe         | díl: „Lyndsy/Jessie“                                                                   |
| 2005       | Tohle u nás neděláme             | Sandy Barber      | TV film                                                                                |
| 2005       | Cyber Seduction: His Secret Life | Amy               | TV film                                                                                |
| 2005       | Obyčejné zázraky                 | Sally Powell      | TV film                                                                                |
| 2005–14    | Jak jsem poznal vaši matku       | Daughter          | vedlejší role, 65 dílů                                                                 |
| 2006       | Waterfront                       | Annabelle Marks   | nevysílaný seriál (CBS)                                                                |
| 2006       | Phil of the Future               | Kristy            | díl: „Not-So-Great Great Great Grandpa“                                                |
| 2006–09    | Velká láska                      | Donna             | 6 dílů                                                                                 |
| 2007       | Zločiny ze sousedství            | Jessica Conlon    | díl: „Hoosier Hold Em“                                                                 |
| 2007       | Kriminálka Las Vegas             | Megan Cooper      | díl:„Padlé idoly“                                                                      |
| 2007       | Dr. House                        | Addie             | díl: „Výpověď“                                                                         |
| 2007       | Hrdinové                         | April             | díl: „Čtyři měsíce poté“                                                               |
| 2007–2009  | Zoufalé manželky                 | Dylan Mayfair     | 15 dílů                                                                                |
| 2010–13    | Nikita                           | Alexandra Udinov  | hlavní role, 73 dílů Nominace – Teen Choice Awards v kategorii Televizní akční herečka |
| 2011       | Pět žen                          | Cheyanne          | TV film                                                                                |
| 2015       | Americký táta                    | —                 | díl:„LGBSteve“                                                                         |
| 2015–16    | Agent Carter                     | Angie Martinelli  | 7 dílů                                                                                 |
| 2015, 2016 | Děda se závazky                  | Frankie           | díly: „Sexy Guardian Angel“ a „The Sat Pack“                                           |
| 2016       | Vysněná meta                     | Cara              | díly: „Na očích“ a „Přestupy“                                                          |
| 2016       | RePlay                           | Allison           | 12 dílů                                                                                |
| 2017       | The Haunted                      | Juno Bradley      | neprodaný televizní pilotní díl (Syfy)                                                 |
| 2020       | V plamenech                      | Iris Blake        | díly: „Vnitřní démoni“ a „Austine, máme problém“                                       |
| 2020       | Neber mi mou dceru               | Amy Thompson      | TV film                                                                                |
| 2021       | Turner a Hooch                   | Laura Turner      | 12 dílů                                                                                |
| 2021       | Next Stop, Christmas             | Angie             | TV film                                                                                |
| 2022       | North to Home                    | Posy              | TV film                                                                                |